# Kristian Laferla
Kristian Laferla (ur. 23 marca 1967) – maltański piłkarz  grający na pozycji pomocnika. W swojej karierze rozegrał 65 meczów w reprezentacji Malty i strzelił w niej 6 goli.

## Kariera klubowa
Karierę piłkarską Laferla rozpoczynał w klubie St. Andrews FC. W sezonie 1983/1984 roku zadebiutował w nim w pierwszej lidze maltańskiej. W 1985 roku odszedł do Valletty FC. W sezonie 1989/1990 osiągnął z nią swój pierwszy sukces w karierze, gdy wywalczył tytuł mistrza Malty. Po tytuł mistrzowski sięgał również w sezonach 1991/1992, 1996/1997, 1997/1998, 1998/1999 i 2000/2001. Wraz z Vallettą zdobył także sześć Pucharów Malty w sezonach 1990/1991, 1994/1995, 1995/1996, 1996/1997, 1998/1999 i 2000/2001 oraz sześć Superpucharów Malty w sezonach 1989/1990, 1994/1995, 1996/1997, 1997/1998, 1998/1999 i 2000/2001.
Latem 2003 roku Laferla przeszedł z Valletty do Sliemy Wanderers. W sezonach 2003/2004 oraz 2004/2005 dwukrotnie z rzędu wywalczył z nią tytuł mistrza Malty. W 2004 roku zdobył również maltański puchar. Po sezonie 2004/2005 zakończył karierę piłkarską.
| Sezon   | Klub             | Kraj  | Rozgrywki      | Mecze | Bramki |
| ------- | ---------------- | ----- | -------------- | ----- | ------ |
| 1983/84 | St. Andrews FC   | Malta | Premier League | ?     | ?      |
| 1984/85 | St. Andrews FC   | Malta | Premier League | ?     | ?      |
| 1985/86 | Valletta FC      | Malta | Premier League | 13    | 0      |
| 1986/87 | Valletta FC      | Malta | Premier League | 14    | 1      |
| 1987/88 | Valletta FC      | Malta | Premier League | 14    | 0      |
| 1988/89 | Valletta FC      | Malta | Premier League | 15    | 2      |
| 1989/90 | Valletta FC      | Malta | Premier League | 16    | 1      |
| 1990/91 | Valletta FC      | Malta | Premier League | 16    | 2      |
| 1991/92 | Valletta FC      | Malta | Premier League | 17    | 1      |
| 1992/93 | Valletta FC      | Malta | Premier League | 18    | 1      |
| 1993/94 | Valletta FC      | Malta | Premier League | 17    | 4      |
| 1994/95 | Valletta FC      | Malta | Premier League | 16    | 2      |
| 1995/96 | Valletta FC      | Malta | Premier League | 16    | 5      |
| 1996/97 | Valletta FC      | Malta | Premier League | 15    | 3      |
| 1997/98 | Valletta FC      | Malta | Premier League | 21    | 3      |
| 1998/99 | Valletta FC      | Malta | Premier League | 14    | 8      |
| 1999/00 | Valletta FC      | Malta | Premier League | 24    | 5      |
| 2000/01 | Valletta FC      | Malta | Premier League | 21    | 4      |
| 2001/02 | Valletta FC      | Malta | Premier League | 25    | 4      |
| 2002/03 | Valletta FC      | Malta | Premier League | 3     | 0      |
| 2002/03 | Sliema Wanderers | Malta | Premier League | 12    | 0      |
| 2003/04 | Sliema Wanderers | Malta | Premier League | 23    | 0      |
| 2004/05 | Sliema Wanderers | Malta | Premier League | 15    | 0      |

## Kariera reprezentacyjna
W reprezentacji Malty Laferla zadebiutował 16 listopada 1986 roku w przegranym 0:5 meczu eliminacjach do Euro 88 ze Szwecją, rozegranym w Ta’ Qali. W swojej karierze grał też w: Euro 92, MŚ 1994 i Euro 96. Od 1986 do 1998 roku rozegrał w kadrze narodowej 65 meczów i strzelił w nich 6 goli.